# El poder popular
El poder popular és la tercera i última part del documental xilè, La batalla de Chile, dirigit per Patricio Guzmán, sent una de les últimes pel·lícules o documentals de Xile en el format "blanc i negre". Va ser presentat al "One World Film Festival" i al "Litomerice Film Festival", tots dos de la República Txeca.
El 2 de maig de 1996 i 29 d'agost de 2004 el seu format va ser reactualitzat. Igual que els dos lliuraments anteriors, aquesta part ha estat traduïda i estrenada a molts països del món.
A Xile, aquesta part de la trilogia va ser estrenada el 2 de maig de 1996.

## Estrena
Els països estan ordenats per la primera data d'estrena:
- Cuba 15 de març de 1979.
- Itàlia 4 de juliol de 1979.
- França 19 de setembre de 1980.
- Espanya 31 de maig de 1982.
- Estats Units 2 de novembre de 1984.
- Alemanya Oriental 15 de setembre de 1985.
- Canadà 15 de setembre de 1985.
- Dinamarca 18 de maig de 1987.
- Argentina 28 de desembre de 1989.
- Brasil 3 de juny de 2007.
- Noruega 11 de març de 1990.
- Grècia 24 de maig de 1994.
- Xile 2 de maig de 1996.
- Mèxic 11 de gener de 2000.
- Austràlia 13 de desembre de 2002.
- Nova Zelanda 13 de desembre de 2002.
- Ucraïna 14 de gener de 2003.
- República Txeca 18 d'abril de 2004.
- Turquia 15 de juny de 2005.
- República Txeca 29 d'agost de 2004.
- Regne Unit 22 d'agost de 2007.
- Colòmbia 14 de juliol de 2009.
- Costa Rica Abril de 2010.
- Finlàndia Desembre de 2010.
- Sud-àfrica Juny de 2010.
- Perú en Agost de 2010.
- Equador en 2011.

## Sinopsi
El poder popular és la tercera i última part del documental La batalla de Chile. Durant 1972 i 1973, i completament al marge dels grans esdeveniments que ocorren al país, les persones que donen suport al govern de Salvador Allende i la Unidad Popular, planifiquen, preparen i posen en marxa els seus plans per a demostrar el «poder popular», com és el cas de magatzems comunitaris, cordons industrials i comitès rurals, entre d'altres, amb la intenció de frenar o neutralitzar la crisi econòmica i el caos que succeeix al país.

## Elenc
- Abilio Fernández (narrador).